# COS-B
Pour les articles homonymes, voir COS.
Cos-B fut la première mission de l'Agence spatiale européenne destinée à étudier les sources de rayons gamma. Il s'agissait d'un satellite contenant des détecteurs de rayons X et de rayons gamma, qui fut lancé par la NASA pour le compte de l'ESA le 9 août 1975. La mission s'acheva le 25 avril 1982, après que le satellite eut été opérationnel pendant plus de 6,5 ans, soit quatre ans de plus que prévu. Les résultats scientifiques comprenaient le catalogue 2CG listant environ 25 sources gamma et une carte de la Voie lactée. Le satellite observa également la binaire X à forte masse Cygnus X-3.

## Contexte
COS-B est le premier satellite astronomique lancé par l'Agence spatiale européenne qui est créée l'année même de sa mise en orbite (1975). Le développement du satellite a été décidé en 1969 par le Comité Technique et Scientifique de l'ESRO, organisme prédécesseur de l'ESA spécialisé dans le développement des activités spatiales scientifiques européennes.

## Objectifs
À l'époque du lancement de COS-B le domaine dur rayonnement gamma est relativement peu exploré. Les objectifs fixés à COS-B sont :
- étudier de manière détaillée le rayonnement gamma supérieur à 30 MeV produit par des sources autres que terrestres.
- étudier le spectre et la distribution des sources de rayons gamma situées dans la galaxie
- rechercher les flux gamma extragalactiques et leur distribution
- étudier certaines sources connues pour leur rayonnement non gamma
- découvrir de nouvelles sources gamma.

## Caractéristiques techniques
COS-B a la forme d'un cylindre de 1,4 mètre de diamètre et de 1,13 mètre de haut. L'instrument principal est logé au cœur du satellite. La masse totale est de 278 kg dont 118 kg pour l'instrumentation scientifique. Pratiquement toute la surface du satellite est recouverte de 9480 cellules solaires qui fournissent environ 60 watts. Une batterie permet au satellite de fonctionner lorsque le satellite se trouve à l'ombre de la Terre. Le satellite dispose d'une mémoire de masse permettant de stocker 8 kilobits de données. Celles-ci sont transmises aux stations terrestres avec un débit de 160 kilobits par seconde via 4 antennes longues chacune de 54,3 cm. Le satellite est spinné à raison de 10 tours par minute. Sa vitesse de rotation et son orientation sont maintenus à l'aide de deux paires de propulseurs à gaz froid éjectant de l'azote stocké sous forme liquide. Le satellite est maintenu en permanence dans une plage de température comprise entre −10 °C et +30 °C grâce à des couches d'isolant thermique, des radiateurs irradiant la chaleur excédentaire et des revêtements.

## Instrumentation scientifique

Schéma de l'instrument COS-B (langue polonaise)

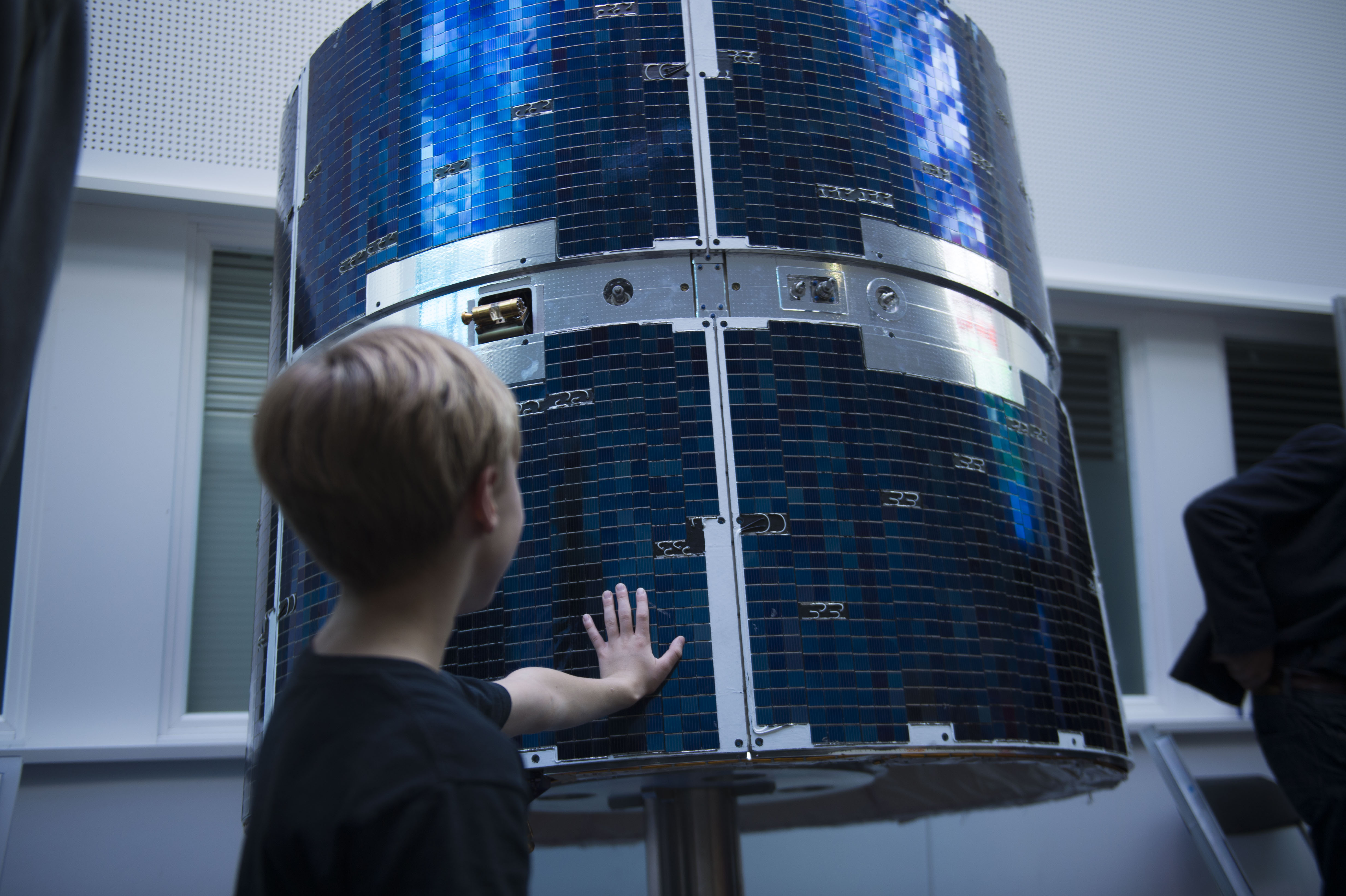
Modèle de COSB-B exposé à l'ESTEC

COS-B emporte un seul instrument de grande taille destiné à mesurer les caractéristiques des photons des rayons gamma dont le spectre est compris entre 30 MeV et 10 GeV. Il est développé par un groupe de plusieurs laboratoires désigné sous le sobriquet de Caravane Collaboration . Cet instrument est constitué d'une chambre à étincelles qui détecte la trajectoire des photons gamma incidents à travers le cheminement de la paire électron/positron générée lorsque le photon frappe des plaques de tungstène. L'instrument en déduit la localisation de la source de rayon gamma. Un calorimètre constitué par un scintillateur en iodure de césium mesure l'énergie des photons incidents. Un détecteur anti-coïncidence, constitué par un scintillateur en plastique, entoure les deux instruments précédents et permet d'éliminer les détections dues à des particules frappant le satellite (rayons cosmiques). La surface sensible est de 50 cm2 pour les photons ayant une énergie de 400 MeV. La résolution angulaire (angle minimum entre deux sources de rayons gamma requis pour que l'instrument puisse les distinguer) est d'environ 2° et la résolution spectrale (degré d'incertitude sur la mesure de l'énergie du photon) atteint 40 % à 150 MeV et est de 100 % jusqu'à 3 GeV. Ces performances diminuent lorsque les photons arrivent avec une incidence non perpendiculaire au détecteur et tombent à 0 au-delà de 30°. La plupart des résultats publiés ont été établis avec des mesures faites avec un angle d'incidence inférieur à 20°. La qualité des résultats dépend de la qualité du gaz qui remplit la chambre à étincelles. Un système de renouvellement du gaz permet de prolonger la vie du détecteur.

## Déroulement de la mission
COS-B est lancé le 9 août 1975 depuis la base de lancement de Vandenberg aux États-Unis. Le satellite est placé sur une orbite elliptique haute de 100000 × 300 km avec une inclinaison de 90° et une période de 37 heures. Le satellite est orienté de manière que son axe pointe vers la zone observée par l'instrument pour des périodes allant de quelques semaines à plus de 3 mois. Durant l'ensemble de la mission COS-B a été pointé vers 64 zones du ciel différentes. 25 heures sur les 34 que compte chaque orbite sont consacrées à l'observation. La fin de la mission a été déclarée au printemps 1982 lorsque le stock de gaz utilisé pour renouveler celui de la chambre à étincelles a été épuisé. À la même époque le satellite avait pratiquement épuisé l'azote utilisé pour contrôler son orientation.

## Résultats scientifiques
CONS-B a détecté le rayonnement gamma diffus le long du plan galactique. Il a trouvé 25 sources ponctuelles de rayons gamma qui dans leur majorité n'ont pas pu être rapprochées jusqu'à présent d'objets identifiables par des instruments d'astronomie optique. La mission a produit le catalogue 2CG qui liste les caractéristiques des 25 sources gamma et une carte des émissions gamma de la Voie lactée. Le satellite a longuement observé la binaire X Cygnus X-3 (10 % du temps total d'observation) ainsi qu'une autre source de rayons gamma. La première galaxie active émettant un rayonnement gamma a été détectée. La source gamma la plus puissante connue, Geminga, a été localisée avec une précision de 0,25° .